# Бусмайер, Ханс
Ханс Бусмайер (Буссмейер, нем. Hans August Hermann Bußmeyer; 29 марта 1853, Брауншвейг — 21 сентября 1930, Пёккинг) — немецкий музыкальный педагог, пианист и композитор. Сын певца Брауншвейгской придворной оперы Морица Бусмайера, брат Хуго Бусмайера.

## Биография
Окончил Мюнхенскую высшую школу музыки (1872), ученик Карла Бермана. В дальнейшем также совершенствовался под руководством Ференца Листа. В течение двух лет интенсивно концертировал, в том числе совершил гастрольную поездку в Буэнос-Айрес. Впоследствии посвятил себя в большей степени педагогической работе, хотя и продолжал выступать как ансамблист (в том числе в составе фортепианного трио со скрипачом Бенно Вальтером и виолончелистом Карлом Эбнером).
С 1874 года преподавал в своей alma mater, с 1881 года профессор. С 1904 года разделял обязанности по руководству консерваторией с Феликсом Мотлем, взяв на себя административные аспекты; после смерти Мотля в 1912—1919 годы единоличный директор.
Автор фортепианного концерта, других фортепианных пьес, кантаты «Германский путь» (нем. Germanenzug).
Был женат на певице Матильде Векерлин.
Буссмайеру посвящён хор «Лесной покой» Карла Клиберта (1885).